# Antonino Baigorria
Antonino Baigorria fue un militar argentino que luchó en las guerras civiles argentinas y en la lucha contra el indio.

## Biografía
Antonino Baigorria nació en la provincia de San Luis el 2 de septiembre de 1835, hijo de Benedicto Baigorria y Ana María Baigorria. 
En 1853 ingresó en el Regimiento 7 Caballería de Línea, estacionado en la frontera sur de la provincia de Córdoba, siendo sobrino de su comandante Manuel Baigorria. En 1857 fue promovido a teniente 2.º y participó de operaciones contra los indios bajo las órdenes de Juan E. Pedernera.
En 1858 ascendió a capitán. Permaneció de guarnición en la provincia de Córdoba en el Fuerte 3 de Febrero y en la localidad de Río Cuarto. Formó en el ejército de Justo José de Urquiza y asistió a la batalla de Cepeda (1859).
Nuevamente en la frontera, en 1861 fue ascendido a sargento mayor y participó de una nueva campaña contra los indios. Reiniciada la guerra entre la Confederación Argentina y el Estado de Buenos Aires se sublevó y atravesando el desierto se sumó a las fuerzas que al mando de Bartolomé Mitre lucharon en la batalla de Pavón.
Luchó en la batalla de Cañada de Gómez y participó de la campaña al interior del país encabezada por el general Wenceslao Paunero en 1861 y 1862.
Asistió a la batalla de Las Playas en 1863 en que fue derrotado Ángel Vicente Peñaloza.
En 1864 su tío fue nombrado comandante general de la frontera sur de Córdoba y Antonino Baigorria integró las tropas que al mando del coronel Iseas enfrentaron los ataques de Juan Gregorio Puebla que asaltó la Villa de Mercedes resultando muerto. En diciembre de ese año Antonino Baigorria venció a fuerzas de Calfucurá en el de Paso del Durazno.
El 16 de agosto de 1866 casó en la Villa de la Concepción del Río Cuarto con Rita del Corazón de Jesús Arguello, hija de Juan Arguello y Andrea Arias, y estableció su hogar en tierras que habían sido de su suegro y que se extendían desde Río Cuarto hasta Río de los Sauces, y desde el Camino Real hasta los contrafuertes de las sierras.
A comienzos de 1867 luchó contra el coronel Felipe Sáa a las órdenes de José Miguel Arredondo en el Combate del Alto de los Loros y bajo el de José Iseas en Portezuelo.
En 1868 fue ascendido a teniente coronel y en 1869 a coronel graduado. Permaneció de servicio en la frontera combatiendo a los indios en numerosas ocasiones. Luego de una breve actuación en el Fuerte General Roca volvió a su anterior comando.
En 1869 actuó como segundo al mando del nuevo jefe de frontera Sur de Córdoba, teniente coronel Lucio V. Mansilla, quien tenía el mandato de llevar la frontera hasta el río Quinto.
El 30 de junio de 1870 el presidente Domingo Faustino Sarmiento lo designó jefe de la frontera Sud y Sudeste de Córdoba. El general Arredondo lo había recomendado afirmando que "nadie reemplazaría mejor que él al Coronel Lucio Mansilla. No es hombre ilustrado, no es lumbrera de hombre; pero tiene buen sentido, es honrado y valiente. Como V. Lo percibirá al momento, no es jefe de empaque, pero conoce perfectamente la frontera, está imbuido con el mecanismo de su servicio y es activo. En una palabra, es un buen jefe de frontera".
En mayo de 1871 comandó una expedición de mil doscientos hombres de caballería e infantería de los regimientos 4.º y 7.º de Caballería, el batallón N.º  12 y la Guardia Nacional de Río Cuarto, contra las tolderías de los indios ranqueles en Leubucó, centro del Ulmanato ranquel, dando muerte al cacique Peñaloza y derrotando al cacique general Mariano Rosas.
Entre 1872 y 1873 volvió a ocupar el puesto de segundo Jefe de la Frontera de Córdoba, al ponerse a cargo del sector en enero de 1872 al joven coronel Julio Argentino Roca. Pasó a retiro en 1875.
Se vio involucrado en el golpe liderado por Lisandro Olmos en apoyo a la posición de Buenos Aires en los meses previos a la Revolución de 1880.
El 26 de febrero de 1880 Olmos inició en la Ciudad de Córdoba un movimiento revolucionario. Con solo 14 hombres consiguió copar el Cabildo y tomar prisionero al gobernador Antonio del Viso y al vicegobernador Miguel Juárez Celman. El comandante Luna, que debía con otra unidad bloquear la salida de los cuarteles de las tropas del batallón de Guardias Provinciales y de Enganchados fracasó en su cometido y Olmos debió finalmente rendirse. La asonada debía ser acompañada por una sublevación en Río Cuarto liderada por el capitán Lorenzo Games y por Baigorria pero el movimiento fue denunciado por uno de los oficiales comprometidos. Games intentó adelantar el golpe pero fue derrotado en Molino del Carmen y tuvo que rendirse mientras Baigorria era detenido por otro piquete.
Vencida la revolución porteña, fue liberado. Militó en la Unión Cívica Nacional, movimiento por el cual fue concejal en 1893. Vivía en la calle Sobre Monte 955 de la ciudad de Río Cuarto, o en su quinta en Colón esquina Santiago del Estero. Falleció en esa ciudad el 26 de julio de 1916, a los 81 años de edad. Sus restos descansan en el Mausoleo de la familia Arguello Baigorria, en el Cementerio Villa de la Concepción de Río Cuarto.
En su ciudad adoptiva, donde es considerado su '"héroe por antonomasia", se levantó un monumento a su memoria. Una localidad cercana a Río Cuarto y una calle céntrica de esta ciudad llevan su nombre.
Tuvo cuatro hijos: Antonio, María Eugenia, Carlos y Benjamín Baigorria Arguello.